# Novembre 1948

## Événements
- 1er novembre : fondation de la Communauté thérapeutique de Bredbo, à l’initiative du prophète et guérisseur Albert Atcho. Elle se développera dans les années 1960 en basse Côte d'Ivoire et au Ghana.

- 2 novembre : réélection de Harry S. Truman (démocrate) comme président des États-Unis avec 49,6 % des voix contre Thomas E. Dewey (R) 45,1 %. Il adopte un vaste programme de réformes sociales, le Fair Deal : amélioration de la Sécurité sociale, législation avancée sur les droits civiques, augmentation du salaire minimum, programme de logements sociaux, assurance maladie, abolition de la loi Taft-Hartley, renforcement et modernisation du soutien des prix agricoles, subventions à l’instruction, etc. ;* 17 novembre : Fondation de l’Université d’Ibadan au Nigeria.

- 3 novembre : un accord commercial entre la Hongrie et l’Union soviétique prévoit la livraisons de matières premières soviétiques contre des produits agricoles et industriels hongrois.

- 7 novembre : constitution du groupe Cobra (Copenhague, Bruxelles, Amsterdam) qui réunit le peintre danois Asger Jorn, les Néerlandais Karel Appel, Corneille et Constant et les Belges Christian Dotremont et Joseph Noiret.

- 12 novembre : six condamnations à mort sont prononcées par le tribunal militaire international de Tokyo contre les responsables politiques et militaires japonais, parmi lesquels les anciens Premiers ministres Kōki Hirota et Hideki Tojo (exécutés le 23 décembre). L’empereur Hiro-Hito est acquitté.

- 13 novembre : Ralph Alpher et Robert Herman publient un article où ils calculent que la première lumière de l'univers est apparu environ 300 000 ans après le Big Bang[1].

- 15 novembre : 
  - Louis St-Laurent devient officiellement premier ministre du Canada.
  - Création de la compagnie aérienne israélienne El Al.

- 24 novembre : Rómulo Gallegos est destitué par les militaires au Venezuela. Dictature de Marcos Pérez Jiménez.

- 26 novembre : discours de Tito sur la question nationale et le patriotisme social[2].
- 28 novembre : mise sur le marché de la caméra Polaroïd.

- 29 novembre : en France, la CGT appelle à la reprise du travail dans les mines, après une grève de deux mois et six morts.

- 30 novembre : 
  - Yvette Brind'Amour et Mercedes Palomino fondent le Théâtre du Rideau Vert à Montréal[3].
  - Première utilisation commerciale du système FIDO destiné à dissiper le brouillard, sur l'aéroport de Blackbushe (Surrey, Angleterre).

## Naissances

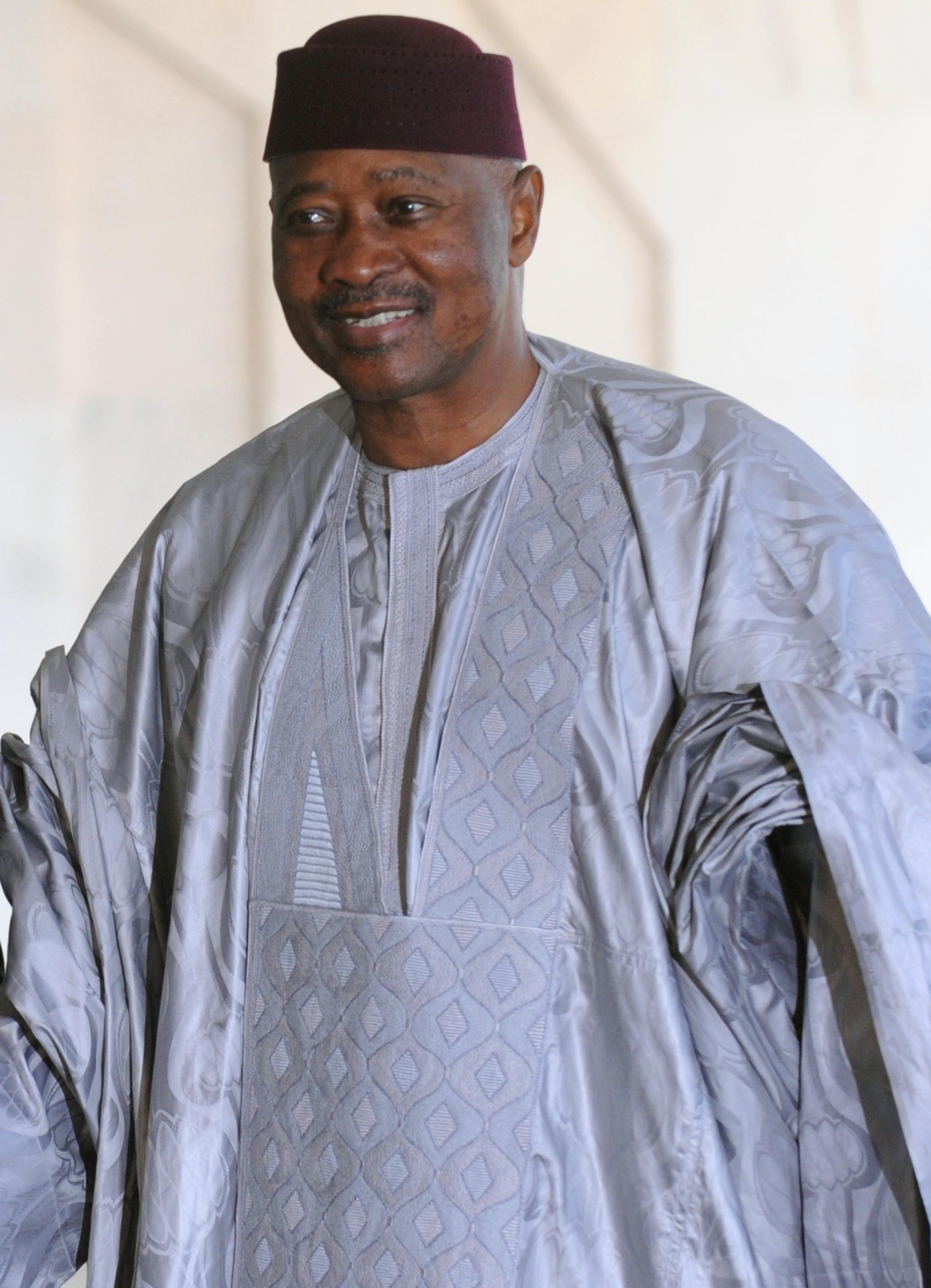
Amadou Toumani Touré, né le 4 novembre

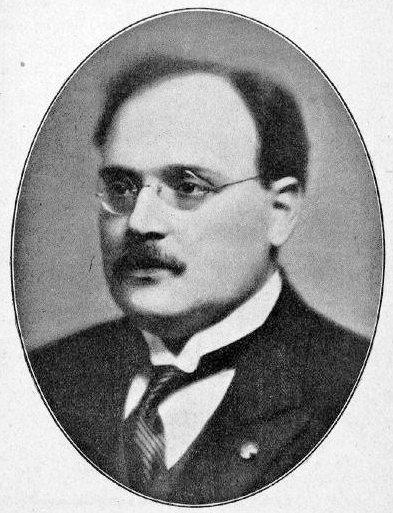
Raoul Koczalski, décédé le 24 novembre

- 2 novembre : Leonid Levin, informaticien russo-américain.
- 3 novembre : Walter Lee Williams, professeur d'anthropologie américain.
- 4 novembre : Amadou Toumani Touré, homme politique malien († 10 novembre 2020).
- 5 novembre :
  - Robert J. Cenker, astronaute américain.
  - Bernard-Henri Lévy, écrivain, philosophe, cinéaste français.
  - William D. Phillips, physicien américain, prix Nobel de physique en 1997.
- 6 novembre : Robert Hübner, joueur d'échecs allemand († 5 janvier 2025).
- 8 novembre : Dale A. Gardner, astronaute américain.
- 9 novembre : Bille August, réalisateur de cinéma danois.
- 12 novembre : Hassan Rohani, homme d'État, diplomate et universitaire iranien.
- 13 novembre : Nicolas Grimal, égyptologue français.
- 14 novembre : Charles III, roi du Royaume-Uni.
- 16 novembre :
  - Arie Haan, footballeur néerlandais
  - Jimmy Young, boxeur américain, († 20 février 2005).
- 17 novembre : Nana Rawlings, Première Dame ghanéenne.
- 18 novembre :
  - Paul Mockapetris, ingénieur informatique américain.
  - Alain Planet, évêque catholique français, évêque de Carcassonne.
- 19 novembre : Antonio José Galán, matador espagnol († 12 août 2001).
- 20 novembre : 
  - Kenjiro Shinozuka, pilote automobile (rallye) japonais.
  - John R. Bolton, haut fonctionnaire américain.
- 21 novembre : 
  - Dino Viérin, Personnalité politique valdôtaine
  - Deborah Shelton, actrice américaine.
  - Daniel Guichard, chanteur français.
- 22 novembre : Madeleine Meilleur, politicienne québécoise
- 23 novembre : Fadila d'Égypte
- 24 novembre : Spider Robinson, écrivain de science fiction canadien.
- 26 novembre : Elizabeth Blackburn, biologiste moléculaire américaine d'origine australienne, prix Nobel de physiologie ou médecine en 2009.
- 28 novembre : Pascal Tsaty Mabiala, homme politique congolais (RC).

## Décès
- 24 novembre : Raoul Koczalski, pianiste polonais.